# Bacarra
Bacarra ist eine Stadtgemeinde in der philippinischen Provinz Ilocos Norte. Die Gemeinde grenzt im Westen an das Südchinesische Meer. In Bacarra befindet sich die Kirche San Andres Apostol, eine alte spanische Kirche. Direkt daneben steht ihr alter Glockenturm, der 1983 bei einem Erdbeben teilweise zerstört wurde. An der Küste befinden sich zwei große Sandstrände.

## Baranggays
Bacarra ist in folgende 43 Baranggays aufgeteilt:
| - Bani - Buyon - Cabaruan - Cabulalaan - Cabusligan - Cadaratan - Calioet-Libong - Casilian - Corocor - Duripes - Ganagan - Libtong - Macupit - Nambaran - Natba | - Paninaan - Pasiocan - Pasngal - Pipias - Pulangi - Pungto - San Agustin I - San Agustin II - San Andres I - San Andres II - San Gabriel I - San Gabriel II - San Pedro I - San Pedro II | - San Roque I - San Roque II - San Simon I - San Simon II - San Vicente - Sangil - Santa Filomena I - Santa Filomena II - Santa Rita - Santo Cristo I - Santo Cristo II - Tambidao - Teppang - Tubburan |